# Åkullsjön
Åkullsjön är en by och småort i Bygdeå socken i Robertsfors kommun i Västerbottens län, belägen mellan Robertsfors och Botsmark vid sjön Åkullsjön.
I byn ligger Åkullsjöns skola, som är en F-3-skola.

## Befolkningsutveckling
| Befolkningsutvecklingen i Åkullsjön 1960–2015                    | Befolkningsutvecklingen i Åkullsjön 1960–2015 | Befolkningsutvecklingen i Åkullsjön 1960–2015 | Befolkningsutvecklingen i Åkullsjön 1960–2015 | Befolkningsutvecklingen i Åkullsjön 1960–2015 |
| ---------------------------------------------------------------- | --------------------------------------------- | --------------------------------------------- | --------------------------------------------- | --------------------------------------------- |
|                                                                  |                                               |                                               |                                               |                                               |
| År                                                               |                                               |                                               | Folkmängd                                     | Areal (ha)                                    |
| 1960                                                             | 1960                                          |                                               | 170                                           | ¤                                             |
| 1990                                                             | 1990                                          |                                               | 193                                           | 25#                                           |
| 1995                                                             | 1995                                          |                                               | 179                                           | 34#                                           |
| 2000                                                             | 2000                                          |                                               | 161                                           | 34#                                           |
| 2005                                                             | 2005                                          |                                               | 137                                           | 33#                                           |
| 2010                                                             | 2010                                          |                                               | 141                                           | 33#                                           |
| 2015                                                             | 2015                                          |                                               | 152                                           | 43#                                           |
| Anm.: ¤ Som tätortsbebyggelse med 150-199 invånare # Som småort. |                                               |                                               |                                               |                                               |